# Pellionia caulialata
Pellionia caulialata är en nässelväxtart som beskrevs av S.Y. Liou. Pellionia caulialata ingår i släktet Pellionia och familjen nässelväxter. Inga underarter finns listade i Catalogue of Life.